# Fédération togolaise de football
Pour les articles homonymes, voir FTF.
La Fédération togolaise de football (FTF) est une association regroupant les clubs de football du Togo et organisant les compétitions nationales et les matchs internationaux de la sélection du Togo.

## Historique
La Fédération togolaise de football est fondée en 1960. Elle est affiliée à la FIFA depuis 1962 et est membre de la CAF depuis 1963.
L'équipe nationale de football du Togo participe pour la première fois à la Coupe du monde en 2006 en Allemagne.

## Présidents
Le président actuel de la FTF est le Colonel Kossi Akpovi, élu le 13 février 2016.
Les anciens présidents sont les suivants :
| Années    | Président                            |
| --------- | ------------------------------------ |
| 1960-1971 | Godfried Foli Ekue                   |
| 1971-1972 | Séyi Memene                          |
| 1972-1974 | Antoine Anani Matthia                |
| 1974-1977 | Hyppolite Ayité Kouevi               |
| 1977-1982 | Séyi Menene et Antoine Anani Matthia |
| 1982-1984 | Kodjovi Agbeley                      |
| 1984-1989 | Zoumaro Gnofame                      |
| 1989-1992 | Agbéwanou Edoh                       |
| 1992-1998 | Séyi Menene                          |
| 1998-2007 | Rock Balakiyem Gnassingbé            |
| 2007-2008 | Tata Adaglo Avlessi                  |
| 2009-2011 | Rock Balakiyem Gnassingbé            |
| 2010-2014 | Gabriel Mawulawoè Ameyi              |
| 2015-2016 | Antoine Folly et Horatio Freitas     |
| 2016-     | Kossi Akpovi                         |